# Rotter Forst-Süd
Rotter Forst-Süd är ett kommunfritt område i Landkreis Rosenheim i Regierungsbezirk Oberbayern i förbundslandet Bayern i Tyskland.